# Süderau
Süderau ist eine Gemeinde im Kreis Steinburg in Schleswig-Holstein. Zur Gemeinde gehören die Ortsteile Süderau, Süderauerdorf und Steinburg.

## Geografie und Verkehr
Süderau liegt direkt östlich von Krempe und damit zehn Kilometer südlich von Itzehoe und zwölf Kilometer nordwestlich von Elmshorn zwischen der Bundesstraße 431 und der Bundesautobahn 23. Die Kremper Au fließt durch die Gemeinde. Südlich und westlich verläuft die Marschbahn.

## Steinburg
Im Ortsteil Steinburg befand sich vom 14. bis 17. Jahrhundert die Steinburg.

## Politik

### Gemeindevertretung
Bei der Kommunalwahl am 14. Mai 2023 wurden insgesamt neun Sitze vergeben. Von diesen erhielt die Kommunale Wählervereinigung Süderau Steinburg sieben Sitze und die SPD erhielt zwei Sitze.

### Wappen
Blasonierung: „In Silber ein schreitender roter Schwan mit erhobenen Flügeln und blauer Bewehrung.“
Süderau zählt zu den sogenannten sieben Kremper-Marsch-Dörfern. Diese Gemeinden haben ein einheitliches Wappen. Mehr dazu siehe: Amt Krempermarsch

## Religion
In Süderau befinden sich ein Königreichssaal der Zeugen Jehovas und eine evangelische Kirche.

## Persönlichkeiten
- Johann Rantzau (1492–1565), Feldherr dänischer Könige
- Heinrich Rantzau (1526–1598), Statthalter des dänischen Königs
- Nikolaus Alard (1644–1699), lutherischer Theologe
- Johann Ahsbahs (1777–1848), holsteinischer Pferdehändler und Politiker
- Hans Olde (1855–1917), Maler